# Obereoides setulosus
Obereoides setulosus là một loài bọ cánh cứng trong họ Cerambycidae.